# Columnea calotricha
Columnea calotricha är en tvåhjärtbladig växtart som beskrevs av John Donnell Smith. Columnea calotricha ingår i släktet Columnea och familjen Gesneriaceae. Inga underarter finns listade i Catalogue of Life.